# Contea di Sherburne
La contea di Sherburne in inglese Sherburne County è una contea dello Stato del Minnesota, negli Stati Uniti. La popolazione al censimento del 2000 era di 64 417 abitanti. Il capoluogo di contea è Elk River